# Pseudlepista holoxantha
Pseudlepista holoxantha là một loài bướm đêm thuộc phân họ Arctiinae, họ Erebidae.